# Powiat Písek
Powiat Písek (czes. Okres Písek) – powiat w Czechach, w kraju południowoczeskim. Jego siedziba znajduje się w mieście Písek. Powierzchnia powiatu wynosi 1138,13 km², zamieszkuje go 70 347 osób (gęstość zaludnienia wynosi 61,82 mieszkańców na 1 km²). Powiat ten liczy 76 miejscowości, w tym 5 miast.
Od 1 stycznia 2003 powiaty nie są już jednostką podziału administracyjnego Czech. Podział na powiaty zachowały jednak sądy, policja i niektóre inne urzędy państwowe. Został on również zachowany dla celów statystycznych.

## Struktura powierzchni
Według danych z 31 grudnia 2003 powiat ma obszar 1138,13 km², w tym:
- użytki rolne – 55,97%, w tym 75,77% gruntów ornych
- inne – 44,03%, w tym 74,48% lasów
- liczba gospodarstw rolnych: 503

## Demografia
Dane z 31 grudnia 2003:
| Opis        | Ogółem | Kobiety       | Mężczyźni     |
| ----------- | ------ | ------------- | ------------- |
| populacja   | 70 347 | 35 990 51,16% | 34 357 48,84% |
| średni wiek | 39,5   | 41,73         | 38,53         |

- gęstość zaludnienia: 61,82 mieszk./km²
- 66,68% ludności powiatu mieszka w miastach.

## Zatrudnienie
| Mieszkańcy ze stałym zatrudnieniem | 14 770       |
| Średnia pensja miesięczna          | 13 357 koron |
| Bezrobotni                         | 2958         |
| Stopa bezrobocia                   | 8,43%        |

## Szkolnictwo
W powiecie Písek działają:
| Rodzaj szkoły                   | Liczba szkół |
| ------------------------------- | ------------ |
| Przedszkola                     | 36           |
| Szkoły podstawowe               | 21           |
| Gimnazja                        | 2            |
| Szkoły średnie techniczne       | 7            |
| Szkoły średnie ogólnokształcące | 2            |
| Szkoły wyższe                   | 3            |

## Służba zdrowia
| Lekarze                               | 228 |
| Szpitale                              | 1   |
| Specjalistyczne ośrodki terapeutyczne | 2   |
| Gabinety dentystyczne                 | 29  |
| Apteki                                | 19  |